# Alania cunninghamii
Alania es un género monotípico de plantas bulbosas perteneciente a la familia Boryaceae. Su única especie: Alania cunninghamii Steud., es originaria de Nueva Gales del Sur en Australia.

## Taxonomía
Alania cunninghamii fue descrito por Ernst Gottlieb von Steudel y publicado en Nomenclator Botanicus ed. 2, 1: 47. 1840.
Sinonimia
- Alania endlicheri Kunth, Enum. Pl. 4: 644 (1843).[1]